# Федерация хоккея Японии
Федерация хоккея Японии (яп. 日本アイスホッケー連盟) — организация, которая занимается проведением соревнований по хоккею на территории Японии. Федерация образована в 1929 году, член Международной федерации хоккея с шайбой с 26 января 1930 года, однако в 1946 году Япония была исключена из федерации и снова принята в неё 10 марта 1951 года. В стране имеется — 133 площадки с искусственным льдом (более 80 открытых) и около 20,600 зарегистрированных игроков (из них 14,000 — взрослые). Самые большие дворцы спорта: в городе Саппоро («Макоманай») — 8000 мест, в Томакомае — 3000, в Токио («Сангава») — 2000.

## История
Хоккей с шайбой завезен в Японию англичанами в начале XX века. В 1929 году команды городов Токио, Васэда и Томакомай основали хоккейную федерацию. Большое влияние на японский хоккей произвела канадская школа игры: в Японии выступало немало хоккеистов из Канады. В 1970-х годах японцы обратились за помощью к советским специалистам.
С сборной страны работал М. Карпов, клубные команды тренировали и играли в них В. Старшинов, Ю. Ляпкин, В. Шадрин, Валерий Белоусов, Н. Шорин, Ю. Федоров, Х. Балдерис, И. Гимаев, С. Шепелев. Японские хоккеисты начали регулярно встречаться с командами из Сибири и Дальнего Востока. В Японии также работали и играли чехословацкие специалисты и игроки. В 1984 году Японская хоккейная федерация приняла решение не разрешать иностранцам выступать в составе клубов, но тренировать команды иностранные специалисты могут. Все команды выступают под патронажем различных фирм и нередко носят названия этих фирм.
Значительное время пост президента Федерации хоккея Японии занимал миллиардер Ёсиаки Цуцуми, который одним из первых предложил приглашать канадских специалистов, а также участвовал в подготовке заявки Нагано на проведение зимней Олимпиады 1998 года.

## Турниры
Чемпионы национальной лиги: «Кокудо» (Токио) — 1975, 1982, 1988, 1992, 1993, 1995, 1998, 1999, «Одзи Иглз» (Томакомай) — 1976, 1977, 1980, 1981, 1983—1987, 1989—1991 , «Сейба Тецудо» (Токио) — 1978, 1979, 1996, 1997, «Нью-Одзи» (Томакомай) — 1994. Команды второго дивизиона разделены на территориальные зоны, победители которых встречаются в финале.
В январе разыгрывается Национальный Кубок (начиная с середины 1930- х), победитель которого считается чемпионом страны. В этом турнире принимают участие 6 клубов первого дивизиона и иногда победитель студенческого первенства и победитель второго дивизиона. В розыгрыше Национального Кубка играют по круговой системе. После окончания чемпионата Национальной лиги и розыгрыша Национального Кубка определяются лучший игрок турнира, символическая сборная «Всех звезд», самый результативный игрок, самая корректная команда, которая получает приз «Справедливой игры».
Среди детей и юношей хоккей пропагандируется слабо. Лишь в городе Томакомай есть детские и юношеские команды, почти все лучшие хоккеисты страны — выходцы из этого города.

## Игроки и национальная сборная
Сборная Японии первый международный матч провела в 1930 году на международном турнире в Давосе и (Швейцарии) со сборной Великобритании (0:3), на чемпионате мира — 1 февраля 1930 года в Шамони (Франция) со сборной Польши (0:5). Лучший результат команды на чемпионате мира — восьмой (1957 и 1960), на зимних Олимпийских играх — восьмое место (1960).
Сильнейшие игроки Японии разных лет:
- Вратари: Т. Хомма, Т. Оцубо, М. Мисава, К. Арая, Т. Ивамото, С. Ивасаки, Д. Нихэй, Д. Имоо;
- Защитники Т. Кикути, Х. Хори К. Вакаса, К. Судзуки, Хироюки Миюра, Т. Миура, Т. Яманака, Тацуко Катаяма, Д. Дайкава;
- Нападающие: Т. Эмори, К. Ватанабэ, С. Хомма, Т. Хикиги, Х. Куракава, К. Ивамото, А. Вакабаяси, Ю. Хосино, Н. Судзуки, Ш. Иахафа, Р. Кувабара, Т. Сакаи, Ясунори Ивата, Х. Мацуура, Ц. Отомо.